# Fritz Jöde

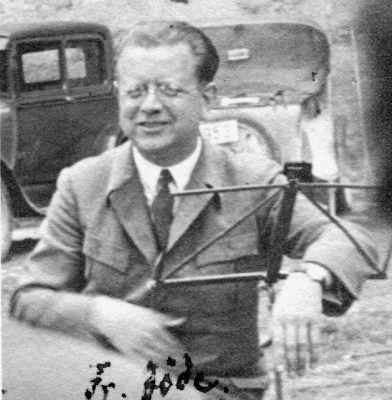
Fritz Jöde, 1932.

Fritz Jöde, född 2 augusti 1887 i Hamburg, död 19 oktober 1970 i Hamburg, var en tysk musikpedagog och en av förgrundsgestalterna inom den så kallade Jugendmusikbewegung
(ungdomsmusikrörelsen).

## Biografi
Jöde var son till en skomakarmästare  Efter sin lärarutbildning 1902–1908 verkade han som lärare i en folkskola i Hamburg. 1916 anslöt han sig till ungdomsmusikrörelsen. Från början var han musikalisk autodidakt, men på grund av sitt intresse för folkmusik kunde han ta tjänstledigt och ägnade sig 1920–1921 åt musikvetenskapliga studier i Leipzig för Hermann Abert.
Därefter blev han lärare vid Staatliche Akademie für Kirchen- und Schulmusik i Berlin där han samma år grundade den första statliga ungdomsmusikskolan. Han initierade också så kallade ”öppna sångstunder”. Från 1930 ansvarade han för folk- och ungdomsmusikutbildningen vid akademien.
Efter nazisternas maktövertagande 1933 blev han ”tills vidare” entledigad från sin befattning. Från februari 1937 avskedades han från alla sina befattningar efter att ha gjort sexuella närmanden mot flera kvinnliga studenter och några av hans utgivna skrifter förbjöds också. 
1935 bjöd "Samfundet för unison sång" in Fritz Jöde till Sverige. Allsångsrörelsens främsta motto "Alla kan sjunga" präglades av Jöde och han kom att spela en viktig roll både för allsång och körsång i Sverige. Han inspirerade också körledare som till exempel Gerhard Dornbusch.
1937 blev han dock ledare för ”Jugendfunks München” och ledare för en musikavdelning inom Hitlerjugend. Från 1939 till 1945 arbetade han som lärare vid Mozarteum i Salzburg. Den 1 januari 1940 blev han medlem i Nationalsocialistiska tyska arbetarepartiet (medlemsnummer 7.792.080) Från 1940 till 1944 var han även redaktör för Zeitschrift für Spielmusik.
Jöde, som sedan 1941 var bosatt i Bad Reichenhall, blev vid krigets slut 1945 ledare för en kyrkokör där. Från 1951 till 1953 var han också chef för den musikpedagogiska utbildningen vid musikhögskolan i Hamburg. Senare blev han ansvarig för det internationella institutet för ungdoms- och folkmusik i Trossingen.
Jödes pedagogiska idéer hade växt fram ur ungdomsmusikrörelsen. Hans mål var att skapa ”en sjungande ungdom” och ”ett sjungande folk”. Skolbarnen skulle engageras även utanför skolan. Öppna sångstunder på torgen i de större städerna skulle skapa gemenskap och bekämpa schlager och jazz och även det borgerliga konsthyckleriet i opera- och konserthusen. Jödes grundtes var: ”Att själv musicera är bättre än att lyssna till musik.” För honom var huvudsaken att aktivera ungdomen.

## Eftermäle
Jödes insats som musikpedagog i Tyskland är kontroversiell. Hans försvarare hävdar att naiviteten i hans pedagogiska metoder, som undvek analys och politisk medvetenhet, gjorde att många delar av ungdomsmusikrörelsen, såsom främjandet av en gemensam musikkulturen (Gemeinschaftsmusikkultur), motarbetandet av "borgerliga" ideal såsom virtuos musicerande, den mystiska kulten av "folket", etc., spelade i händerna på Hitlerjugend. Kritiker påpekar att Jöde var aktiv anhängare av den nazistiska ideologin, han omstrukturerade sina idéer från 1934 för att passa partiets önskemål och han sökte stöd från framstående nazister som filosofen Ernst Krieck, förläggaren Georg Kallmeyer och den dilletantiske musikskribenten Richard Eichenauer. Hans elev, Wolfgang Stumme, var chef för Hitlerjugends musikavdelning och inbjöd Jöde att bidra med ett kapitel i 1940 års upplaga av sin handbok Musik im Volk. Under sin karriär efter kriget, godtogs Jöde som en viktig person i reformeringen av den tyska musikpedagogiken, och kom att kallas "folkmusikens fader", och han fick mycket beröm mycket för sitt återskapande av folkmusik och folkdanser och för sitt arbete som redaktör och författare.

## Verk (sångsamlingar)
- Ringel-Rangel-Rosen (1913)
- Der Rosengarten (Lieder von Hermann Löns, 1917)
- Der Musikant (1923)
- Der Kanon (1925); (1997) - ISBN 978-3-7877-1030-0
- Das Chorbuch (1925)
- Die Singstunde (Liederblätter, 1929)
- Der Pott (1936)

## Verk (musikteoretiska skrifter)
- Musik und Erziehung (1920)
- Die Lebensfrage der neuen Schule (1921)
- Musikschulen für Jugend und Volk (1924)
- Handbücher für Musikerziehung (1926)
- Das schaffende Kind in der Musik (1928)
- Kind und Musik (1930)
- Die Kunst Bach's dargestellt an seinen Inventionen (1957)
- Bausteine für Musikerziehung und Musikpflege (1951 - 1957)